# Берих
Берих (цез. Берих)— село в Цунтинском районе Республики Дагестан. Входит в состав муниципального образования сельсовет Шауринский.

## География
Находится в 16 км к северу от с. Цунта.

## Население
| 1926 | 1939 | 1970 | 1989 | 2002 | 2010 | 2021 |
| ---- | ---- | ---- | ---- | ---- | ---- | ---- |
| 52   | ↗86  | ↘58  | ↗75  | ↗92  | ↗211 | ↘139 |

По данным Всероссийской переписи населения 2010 года — моноэтническое дидойское село.